# 腕トラ
腕トラ（うでとら、1972年3月16日 - ）は、日本のシンガーソングライター、歌手、作詞家、作曲家、ラジオパーソナリティ、脚本家、演出家である。
- 【事務所】Tribal days
- 【所属インディーズ】虎音-ToLine-

- 自分の好きな作品を作るというスタイルを継続中。
- メロディアスなメロディーと、映像が浮かぶ歌詞をモットーに、全作詞作曲を展開している。
- コンセプトに「アッタカセツナ」を掲げ、ライブを行っている。

## 人物
- 【星座】魚座
- 【血液型】A型
- 【出身】沖縄県沖縄市　（出生は東京都豊島区の病院と語られている。）
- 【本名】非公開
- 【趣味】美味いランチ探索
- 【特技】物の梱包
- 【好き】育った沖縄の海／真夜中の自由な時間／焼酎の水コーヒー割り／岩塚製菓の味しらべ
- 【苦手】おしゃれ風なシナモン／無駄に派手な色の蛇

## 略歴

### ユニット期
- 2006年9月、友達連中と酒を飲みながら、カラオケを歌っている時に、そのパフォーマンスに魅かれたライブ関係者に、出演交渉を受ける。
- 2006年10月、その仲間とライブ出演をした際に、ライブの最高動員数を記録する。
- 一度限りの出演のはずが、2006年11月に旅行中の沖縄で、別の関係者から、再びイベント出演のオファーを受ける。その頃から、ユニットが、徐々に結成されていき、ライブ活動が本格化していく。
- リーダーに就任し、作詞作曲・コレオグラフ(振付)・企画構成・主催イベントを、一手に引き受けるようになる。
- 2008年5月、腕トラ(ユニット名称)名義で、ソロライブ活動開始する。ソロデビュー曲「小さなキス」は、インターネットライブ人気投票で、全国3位を獲得する。
- 2008年12月、ユニットが、インターネットライブ人気投票で、全国1位獲得する。
- 2011年10月、ユニット 初ワンマンライブ「卒業式」新宿 Wild Side Tokyoにて解散。

### ソロ活動期
- 2012年7月、10月よりソロ再出発の発表があり、同年8月4日に本格活動前のライブ「Pre Re:start」開催される。リスタートソロデビュー曲「揺れる繭」が初公開。
- 2012年9月、本格ソロ活動が開始される。
- 2013年3月、舞台 崖っぷちウォリアーズ「ラフ・オア・ダイ」テーマ曲、「ラフ・オア・ダイ」の楽曲提供を担当する。
- 2013年5月、舞台 NO‐STyLe‐GArden「ティーガーデンで逢いましょう」テーマ曲「黄昏」の楽曲提供を担当する。また劇中に流れるインスト曲の制作も担当。この劇中の曲は、舞台出演をしている俳優女優がレコーディングをし、舞台公演中にサントラ版として発売された。上演中に完売し、現在は入手不可能となっている。
- 2013年8月、インディーズレーベル「虎音-To Line-」を正式に立ち上げる。1stアルバム「one garden」発売。舞台「ティーガーデンで逢いましょう」へ提供した楽曲の、セルフカバーアルバムとなる。amazonの流通販売が開始される。
- 2013年12月、女優の武藤晃子の、アーティスト活動プロデュースが開始。ジョイントライブが開催される。
- 2014年1月、舞台 NO‐STyLe‐GArden「イエスタデイ ワンス モア」オープニング曲「体温のように」テーマ曲「イエスタデイ ワンス モア」の楽曲提供を担当する。舞台上では、劇中歌として「イエスタデイ ワンス モア」が「とっておきのありがとう」という別バージョンで使用されている。またこれらの収録曲が、舞台公演中にサントラ版として、虎音-To Line-から発売された。現在は、腕トラのライブの物販として、入手が可能である。amazonの流通は行われていない。
- 2014年3月、2ndアルバム「Heart made」発売。リスタート後にライブ公開された「揺れる繭」から「黄昏」までと、新曲の「Heart made」が収録されている。
- 2ndアルバム「Heart made」発売同日、新宿グラムシュタインにて、初のワンマンライブ「UDETORA first one-man LIVE Heart made」開催。
- 2014年4月、株式会社bamboo クリエイター部門rerateとの、業務提携を発表。
- 2014年4月より、FMやまとで、第2第4火曜日19:00〜19:30 大和で777 腕トラの「今夜は体温のように」放送開始。
- 2014年5月25日発売の、加藤良輔のアルバムプロデュースを務める事が、発表された。

## CD
- One garden (2013.08.04)

1. 黄昏（作詞：腕トラ／作曲：腕トラ／編曲：hironori）
2. 光を胸に逢いましょう（作詞：腕トラ／作曲：腕トラ／編曲：more more super sonic）
3. 透明な鼓動（作詞：腕トラ／作曲：腕トラ／編曲：りきこ）
4. フィルムの空に（作詞：腕トラ／作曲：腕トラ／編曲：hironori）
5. 夕陽色の涙（作詞：腕トラ／作曲：腕トラ／編曲：hironori）
6. 花片を手に逢いましょう（作詞：腕トラ／作曲：腕トラ／編曲：more more super sonic）
7. 黄昏 -good-bye eternal piano version-(instrumental)（作曲：腕トラ／編曲：りきこ）

- Heart made (2014.03.30)

1. Best Of My Life（作詞：腕トラ／作曲：腕トラ／編曲：more more super sonic）
2. 金の星 銀の舟（作詞：腕トラ／作曲：腕トラ／編曲：more more super sonic
3. 哀しい貝殻（作詞：腕トラ／作曲：腕トラ／編曲：more more super sonic）
4. 揺れる繭（作詞：腕トラ／作曲：腕トラ／編曲：more more super sonic）
5. テノヒラノキセツ（作詞：腕トラ／作曲：腕トラ／編曲：more more super sonic）
6. 葉陰（作詞：腕トラ／作曲：腕トラ／編曲：more more super sonic）
7. 窓越しにね華陽（作詞：腕トラ／作曲：腕トラ／編曲：腕トラ・hironori）
8. 黄昏 PartII（作詞：腕トラ／作曲：腕トラ／編曲：hironori）
9. ラフ・オア・ダイ（作詞：腕トラ／作曲：腕トラ／編曲：りきこ）
10. ストライプ（作詞：腕トラ／作曲：腕トラ／編曲：more more super sonic）
11. Heart made（作詞：腕トラ／作曲：腕トラ／編曲：りきこ）

## 楽曲提供

### 作詞作曲
- 2012/08/04「超熱帯夜」feat.hayamin
- 2012/10/06「オレンジペダル」feat.shu-ji
- 2012/11/17「traprisms-タラップリズム-」feat.fuyuko
- 2013/01/26「月夜のホタル」feat.mitsu
- 2013/03/24「情熱のアリス」feat.tsubasa
- 2013/04/14「ボクは彗星」feat.toshi
- 2013/06/18「光を胸に逢いましょう」Men's Garden
- 2013/06/18「透明な鼓動」亀井理那
- 2013/06/18「フィルムの空に」里璃
- 2013/06/18「夕陽色の涙」江田かよ
- 2013/06/18「花片を手に逢いましょう」Ladie's Garden
- 2013/06/23「線香花火-パナンティダ-」feat.takashi
- 2013/12/21「藍色の路」feat.武藤晃子
- 2013/12/21「軽蔑」武藤晃子
- 2019/08/08「忘レジデイズ」渋木美沙
- 2021/11/25「アマレット」渋木美沙
- 2022/3/10「空と遊んでるだけ」藤井美音

### 作曲
- 2011       「虎耳草」大黒美和子
- 2013/12/21「君に」武藤晃子
- 2013/12/21「ここまでおいで」武藤晃子
- 2013/12/21「ハッピーエンド」武藤晃子

## ラジオ
大和で777 腕トラの「今夜は体温のように」（2014年4月08日、FMやまと）

### カバー曲
ラジオ  「FMやまと」大和で777 「腕トラ」の「今夜は体温のように」では、リスナーのリクエストに応える形で、昭和歌謡曲のカバー楽曲を披露している。
- 「セクシャルバイオレットNo.1」桑名正博
- 「トワイライト -夕暮れ便り-」中森明菜
- 「上を向いて歩こう」坂本九
- 「勝手にしやがれ」沢田研二
- 「月の舟」池田聡
- 「夏をあきらめて」研ナオコ
- 「Missing」久保田利伸
- 「手紙」由紀さおり
- 「初恋」村下孝蔵
- 「鳥の詩」杉田かおる
- 「雨ふり道玄坂」ふきのとう
- 「黄砂に吹かれて」工藤静香